# Hornhögtalare

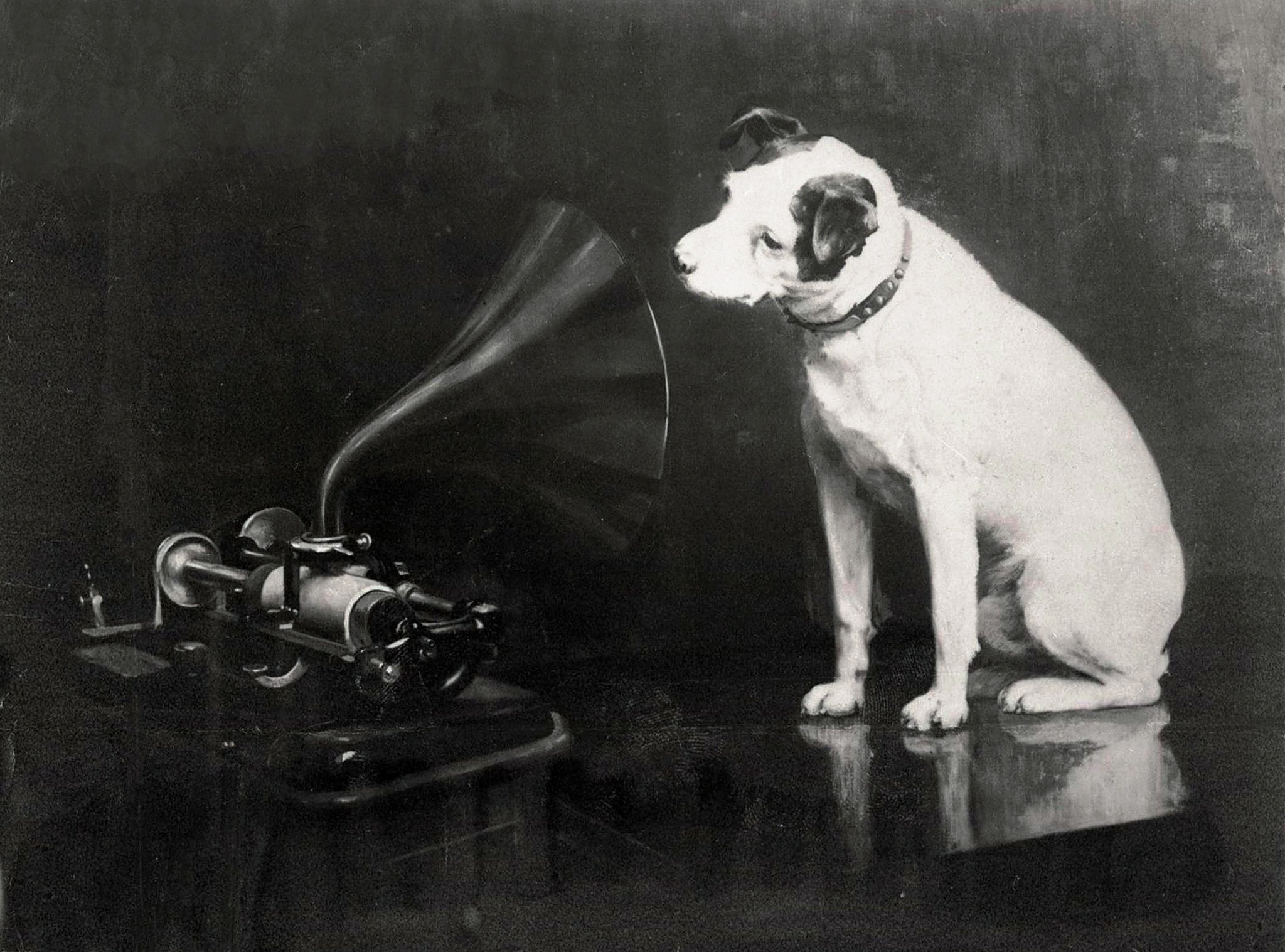
Tack vare exponentialhornet effektiva ljudförstärkning, omvandlas energin från nålens rörelser längs spåret på fonografens vaxrulle till hörbart ljud. Målning av Francis Barraud (1895)

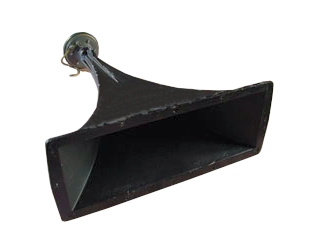
Hornhögtalare för mellanregisteret används i stereoanläggningar för hemmet

Hur en hornhögtalare fungerar

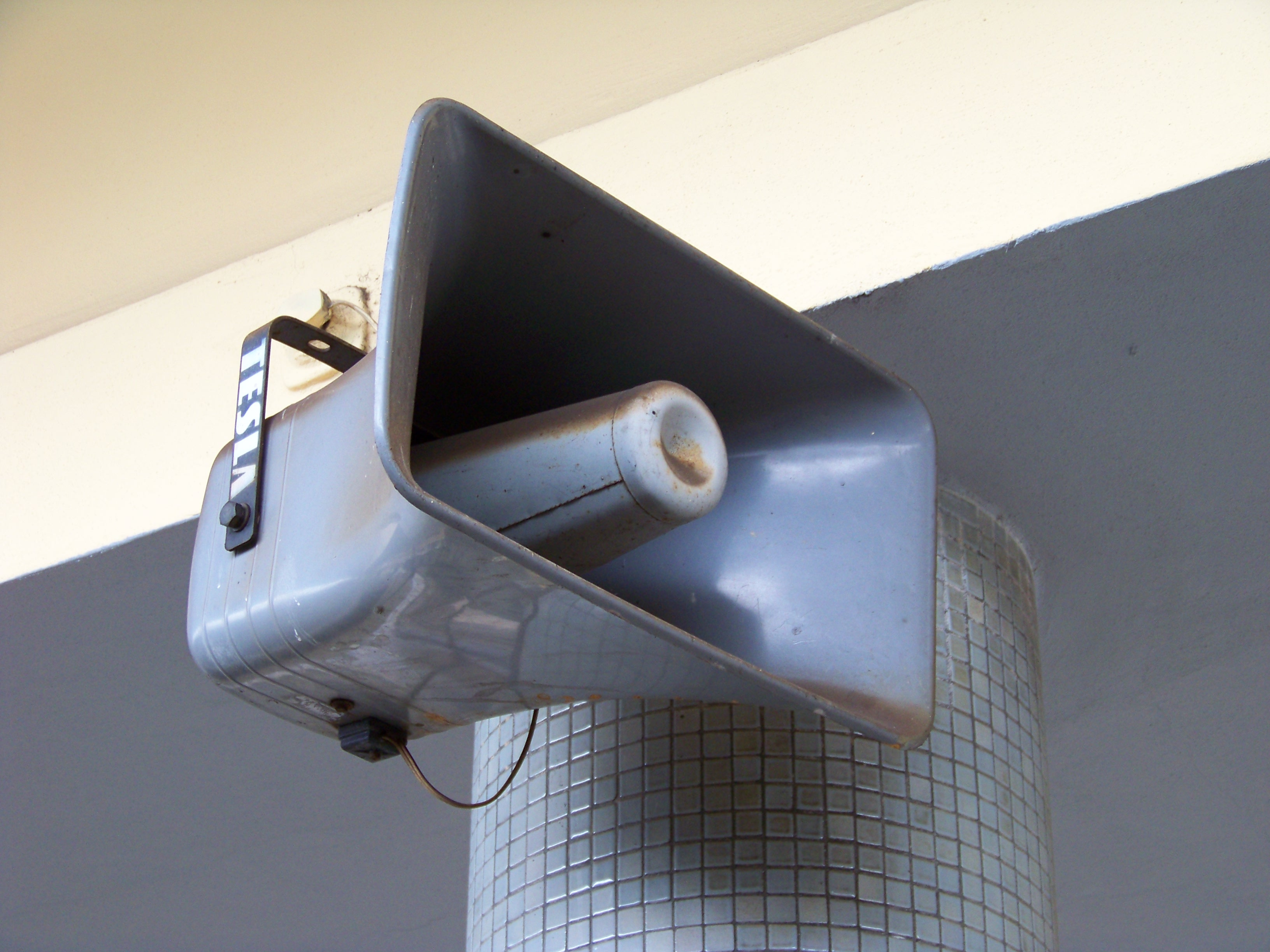
Megafon, en typ av hornhögtalare som används i PA-system

Ljud färdas längs en veckad kanal i en megafon

Hornhögtalare utvecklades genom krav från filmindustrin vid ljudfilmens entré. Men tekniken att låta ljud spridas utåt efter en kurva eller funktion är gammal. Mistlurar, trumpeter och horn har funnits länge. Taltrattar som sattes för munnen i bullriga miljöer likaså. Det ska även, under antiken, ha funnits speciellt utformade rum för att förstärka ljud. I vilket fall finns de trattlikt byggda teatrarna kvar än idag - där man var som helst, på läktaren, kan höra lika bra vad som sägs på scenen. På grund av förstärkare med låg effekt, krävde ljudfilmen högtalare med hög verkningsgrad. Horn har cirka 20 % verkningsgrad och en sluten låda 2 %. Idag finns många typer av hornhögtalare både för hifi- och PA-bruk.

## Horntyper
Genom att placera ett horn med öppningen mot en vägg eller golv utnyttjas dessa för att göra hornet större och kopplingen till rummet bättre. Hornet kan även konstrueras för placering i hörn och utnyttja väggar och golv som del av hornet. 
Horn kan vara bakladdade eller frontladdade eller hybrider.
- På ett bakladdat horn sitter hornet som en "svans" på högtalarens baksida.
- På ett frontladdat horn sitter hornet monterat på högtalarelementets framsida som en tratt.
- Högtalarelementet kan ha ett horn på sin framsida och ett horn som belastar baksidan.

Horn kan vara veckade eller raka.
- Bashorn är ofta veckade kanaler inuti en låda.

Typer
- Linjära horn, hornets tvärsnittsarea ökar linjärt
- Exponentialhorn, hornets tvärsnittsarea ökar exponentiellt
- Hyperboliskt exponentiellt horn, hornets tvärsnittsarea ökar hyperboliskt exponentiellt
- Transmission line[1]
- Kvartsvågshorn, det vanligaste och kanske enklaste hornet.
  - Voigthorn[2]
  - Zigmahorn

## Matematiska formler
Hornets startarea
{\displaystyle A_{t}={2\pi F_{S}Q_{TS}V_{AS} \over c}}
där At är arean i m², FS är elementets resonansfrekvens fritt i luft, QTS är elementets totala Q-värde, VAS är den totala lådvolymen i m³ och c är ljudhastigheten i luft (344 m/s)
Hornets slutarea/öppningsarea
{\displaystyle A_{m}={1 \over SF\cdot 4\pi }({c \over F_{o}})^{2}}
där Am är öppningen i m² och SF är storleksfaktorn (1, 2, 4 eller 8)
1 för mellan- eller högfrekvenshorn
2 för horn placerade fritt i ett rum
4 för horn placerade mot vägg
8 för horn placerade i hörn
c är ljudhastigheten i luft (344 m/s) och Fo är den övre gränsfrekvensen i Hz.
Högtalarelementets kompressionskammare
{\displaystyle V_{B}={V_{AS} \over {F_{C} \over F_{S}Q_{TS}}-1}}
där VB är kammarens volym i m³, VAS, FS och QTS är högtalarelemntets standardparametrar och FC är den lägre gränsfrekvensen i Hz.
En annan formel från D.B. Keele, Jr., Low-Frequency Horn Design Using Thiele/Small Driver Parameters from the AES - från Klipsch, 1941:
{\displaystyle V_{B}={S_{T}c \over 2\pi F_{C}}}
där VB är kammarens volym i m³, ST är hornets startarea i m², c är ljudhastigheten i luft (344 m/s) och FC är den lägre gränsfrekvensen i Hz.
För övrig teknisk hjälp rekommenderas JBL's sida för tekniska dokument.